# アブドルマリク・フーシ
アブドルマリク・フーシ（アラビア語: عبد الملك الحوثي, 文語アラビア語発音：ʿAbd al-Malik al-al-Ḥūthī, アブドゥルマリク・アル＝フースィー、英語: Abdul-Malik al-Houthi等、1982年 - ）は、イエメンの政治運動家。イスラム教シーア派の一分派ザイド派の民兵組織フーシの最高指導者。2004年にイエメン軍により殺害されたザイド派の指導者フセイン・バドルッディーン・フーシの弟。

## 経歴
アブドルマリク・フーシは1979年5月22日に北イエメンのサアダ県の宗教家一家に生まれた。祖父のアミールディーン・フーシと祖父の弟アルハサン・ビン・アルフセイン・フーシは同地域で著名な宗教家であった。
父親であるバドルッディーン・フーシはザイド派の主要な宗教権威の一人で、数十人という宗教家らの師でもあった。アブドルマリクら一家は、法学を教えたり人々の間の紛争の問題を解決したりする父に伴われサアダ県の田園地帯や村々を転々としていた。
田舎に住んでいたために政府による公立学校で正規教育を受けることはかなわなかったが、村のモスクで開かれていた寺子屋に幼少期から通学。教師でもあった父親を通じ読み書きやザイド教の教義に従った宗教学を学んだ。13歳になると父親から特別な教育カリキュラムを割り当てられたとされる。
アブドルマリクは14歳で結婚したと言われている。90年代半ばになるとアブドルマリクはイエメンの首都サナアに住むためにサアダ県を離れた。彼の兄のフセインはフーシ派（正式名称：アンサール・アッラー）の前身である組織アッ＝シャバーブ・アル＝ムウミン（アラビア語：الشباب المؤمن, al-Shabāb al-Muʾmin, 「信仰する若者」の意、英訳例：the Believing Youth）の創設者だったが、アブドルマリクは彼から多大な影響を受け自らの精神的・霊的な父として模範とするに至った。
兄フセインは当時ザイド派の政党であるハック党党員としてイエメン国会議員を務めており、アブドルマリクは彼の警護人として活動。サナアは村落部とは異なる都市文化の地域であることを体感するとともに、自身の帰属に対する認識を高めていったという。

## フーシ派指導者として

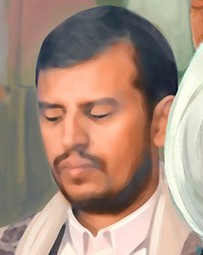
アブドルマリク・フーシの肖像画

アブドルマリク・フーシは、イエメン政府が国内の現状維持を批判し、それが人々を貧困に陥らせているとし、政府がザイド教徒コミュニティを疎外していると非難した。これに対しアリー・アブドッラー・サーレハ大統領率いるイエメン政府はフーシ派がイマームによる統治体制を再建しようとしていると非難したが、アブドルマリク・フーシはこれを否定した。
アブドルマリク・フーシは2009年12月の空襲で重傷を負ったと報じられたが、フーシ派報道官はこの主張を否定。サウジアラビア空軍による激しい空爆から2日後の2009年12月26日、アブドルマリク・フーシが殺害されたの報が流布したがこれも否定。フーシ派は生存を示すビデオ証拠を公開した。

フーシ派の軍事部門がイエメン政府大統領宮殿を占拠しサナアにあるアブド・ラッボ・マンスール・ハーディー大統領の私邸を攻撃した後、アブドルマリク・フーシは2015年1月20日深夜のイエメンのテレビで国民に演説。同氏はハーディーに対し、フーシ派の政府に対する統制力を強化する改革の実施を要求した。当初ハーディー大統領はフーシ派の要求に譲歩したと報じられたが、大統領は政治プロセスの「行き詰まり」を理由に1月22日に辞任した。その後、国連安全保障理事会はフーシ派に制裁を課した。彼はイランの保守政治家モフセン・レザーイー、真のイスラーム覚醒を道徳的に支持し擁護する声明の中で称賛された。
2015年にサウジアラビア主導の有志連合戦闘機によるサナア空港爆破の際、フーシ派の故郷バイト・マッラーンにミサイルが打ち込まれた。
アブドルマリク・フーシは英国の軍事協力とサウジアラビア軍への武器売却を非難。スカイニュースの分析によると、イギリスは2015年以来、イエメンで戦闘を行っているサウジアラビア主導の連合軍に少なくとも57億ポンド相当の武器を販売していた。
2020年5月10日、アブドルマリク・フーシはクウェート製テレビドラマシリーズ「ウンム・ハールーン」がイスラエルとの国交正常化を助長・支持する内容だとして批判を行った。
イスラエルとハマスの紛争後、フーシ派の報道官ヤフヤー・サリーウ（口語アラビア語発音：ヤハヤー・サリーア、日本語カタカナ慣例表記例：ヤヒヤ・サリー）は、フーシ派がイスラエルに向けて大量のミサイルと無人機を発射したが、同国に対する明確な宣戦布告はしていないと述べた。

## 名前

### フルネーム

#### 短い2部構成フルネーム
アラビア語：عبد الملك الحوثي
文語アラビア語発音：ʿAbd al-Malik al-al-Ḥūthī
カタカナ表記：アブドゥルマリク・アル＝フースィー
＊アラビア語口語発音と日本語カタカナ表記の慣例によるスィ→シ置き換えなどが生じたものが当ページ名の「アブドルマリク・フーシ」に当たる。
英字表記：Abdul-Malik al-Houthi 等

#### 3部構成フルネーム
アラビア語：عبد الملك بدر الدين الحوثي
文語アラビア語発音：ʿAbd al-Malik Badr al-Dīn al-al-Ḥūthī
カタカナ表記：アブドゥルマリク・バドルッディーン・アル＝フースィー
英字表記：Abdul-Malik Badruldeen al-Houthi 等

### ナサブ
系譜・家系を示し北アラブの伝説上の祖先とされるアドナーンにまで至るナサブ表示は以下の通りとされる。イブンはアラビア語で「息子」を意味し、子供の名前・イブン・父の名前・イブン・祖父の名前…で「◯の息子である△の息子である□」という父子関係を表す。
عبد الملك بن بدر الدين بن أمير الدين بن الحسين بن محمد بن الحسين بن أحمد بن زيد بن يحيى بن عبد الله بن أمير الدين بن عبد الله بن نهشل بن المطهر بن أحمد بن عبد الله بن عز الدين بن محمد بن إبراهيم بن المطهر المظلل بالغمام بن يحيى بن المرتضى بن مطهر بن القاسم بن المطهر بن محمد بن المطهر بن علي بن الإمام الناصر أحمد بن الإمام الهادي يحيى بن الحسين بن القاسم بن إبراهيم بن إسماعيل بن إبراهيم بن الحسن بن الحسن بن علي بن أبي طالب بن عبد المطلب بن هاشم بن عبد مناف بن قُصَي بن كلاب بن مرة بن كعب بن لؤي بن غالب بن فهر بن مالك بن النضر بن كنانة بن خزيمة بن مدركة بن إلياس بن مضر بن نزار بن معد بن عدنان
文語アラビア語発音：アブドゥルマリク・イブン・バドルッディーン・イブン・アミールッディーン・イブン・アル＝フサイン・イブン・ムハンマド・イブン・アル＝フサイン・イブン・アフマド・イブン・ザイド・イブン・ヤフヤー・イブン・アブドゥッラー・イブン・アミールッディーン・イブン・アブドゥッラー・イブン・ナフシャル・イブン・アル＝ムタッハル・イブン・アフマド・イブン・アブドゥッラー・イブン・イッズッディーン・イブン・ムハンマド・イブン・イブラーヒーム・イブン・アル＝ムタッハル・アル＝ムザッラル・ビ・ル＝ガマーム・イブン・ヤフヤー・アル＝ムルタダー・イブン・ムタッハル・イブン・アル＝カースィム・イブン・アル＝ムタッハル・イブン・ムハンマド・イブン・アル＝ムタッハル・イブン・アリー・イブン・アル＝イマーム・アン＝ナースィル・アフマド・イブン・アル＝イマーム・アル＝ハーディー・ヤフヤー・イブン・アル＝フサイン・イブン・アル＝カースィム・イブン・イブラーヒーム・イブン・イスマーイール・イブン・イブラーヒーム・イブン・アル＝ハサン・イブン・アル＝ハサン・イブン・アリー・イブン・アビー・ターリブ・イブン・アブドゥルムッタリブ・イブン・ハーシム・イブン・アブド・マナーフ・イブン・クサイイ・イブン・キラーブ・イブン・ムッラ・イブン・カアブ・イブン・ルアイイ・イブン・ガーリブ・イブン・フィフル・イブン・マーリク・イブン・アン＝ナドル・イブン・キナーナ・イブン・フザイマ・イブン・ムドリカ・イブン・イルヤース・イブン・ムダル・イブン・ニザール・イブン・マアッド・イブン・アドナーン